# 麦地那之围 (1053年—1054年)
1053年－1054年的麦地那之围是拜占庭帝国对马耳他岛上的穆斯林城市麦地那（Medina，今马耳他的姆迪纳）一次失败的进攻。城市中的穆斯林居民和他们的奴隶设法击退了精良的拜占庭军队，并使其在败退时死伤惨重。在这次围城后，帮助当地穆斯林抵抗拜占庭入侵者的奴隶被释放，拜占庭人此后再未试图夺取该岛。

## 背景
麦地那是在拜占庭城市梅里特的遗址上建造，梅里特于870年在阿格拉布王朝的入侵中被攻陷并被摧毁。根据编年史家穆罕默德·本·阿卜杜·蒙伊姆·希米亚里（Muhammad bin 'Abd al-Mun'im al-Himyarī）的记载，这个定居点于1048-1049年由一个穆斯林社区及其奴隶建立。考古学证据表明11世纪初，这座城市就已经成为一个繁荣的穆斯林聚居区，所以1048-1049年可能是这座城市正式建立及其防御工事姆迪纳城墙的建造日期。

## 围城

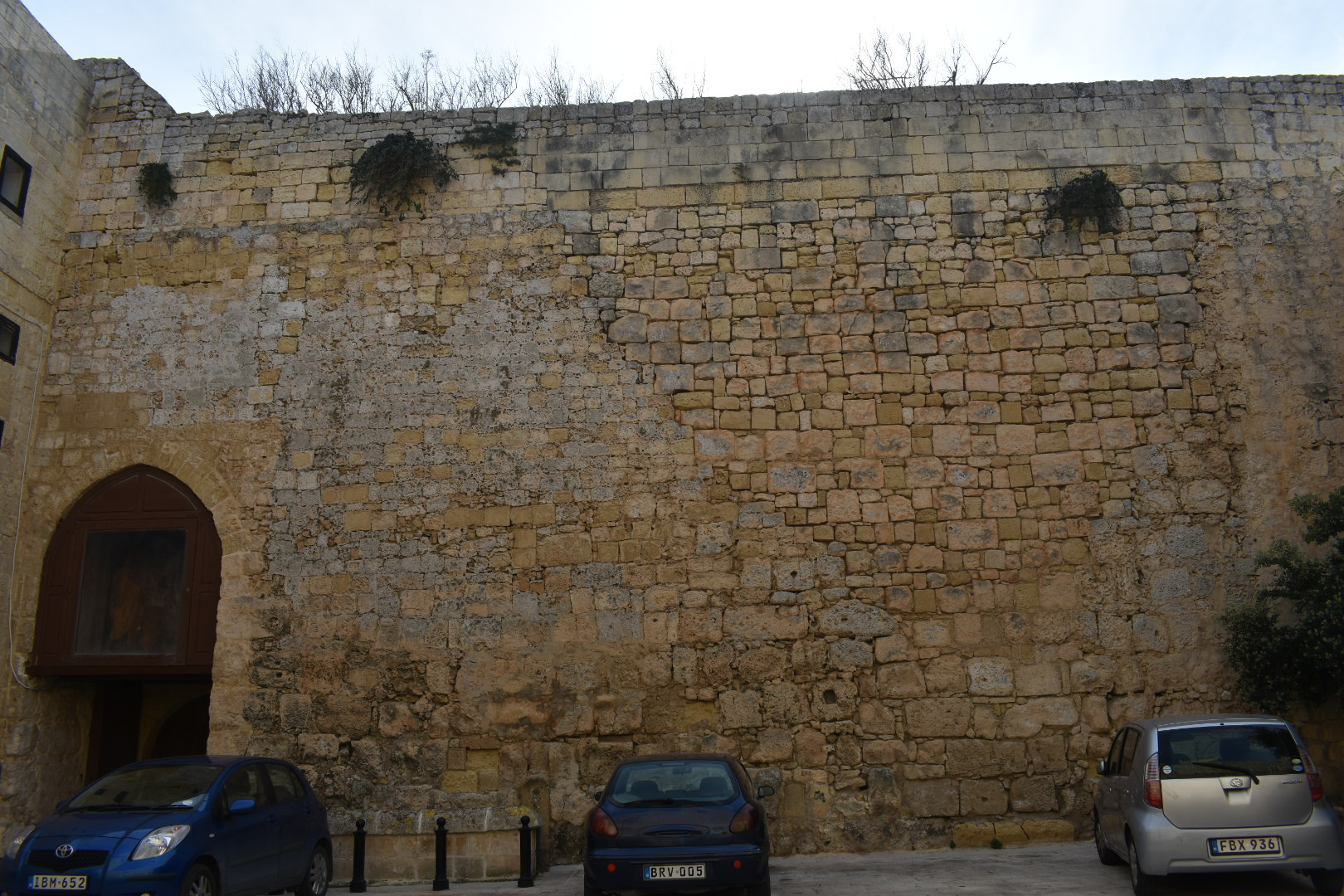
希腊门（左）附近的防御城墙, 可能包括城内阿拉伯城墙的一部分

伊斯兰历445年（公元1053-1054年），拜占庭帝国“派遣众多的舰船和军力”袭击了马耳他这座新建立的穆斯林定居点。麦地那遭受围攻，城内的居民请求宽恕，但遭到了拜占庭军队的拒绝。穆斯林只有400人，但他们有数量更多的奴隶，于是居民向奴隶们承诺如果协助击退拜占庭入侵者，他们将获得自由并可迎娶自己的女儿。
奴隶们同意了这些条件，并向拜占庭人发起了进攻。入侵者于第二天发动了突袭，但在经过了几次战斗后，他们被击退了，“头也不回地溃逃”。拜占庭人试图从岛上撤退，但他们中的大多数都被杀害，仅有一艘舰船成功逃脱，其余船只都被穆斯林占有。奴隶们按照承诺被释放，拜占庭之后再未染指该岛。

## 分析
关于麦地那之围的大多数细节来自于15世纪柏柏尔地理学家穆罕默德·本·阿卜杜·蒙伊姆·希米亚里（Muhammad bin 'Abd al-Mun'im al-Himyarī）所写的地理学书籍《芬芳花园之书》（Kitab al-Rawd al-Mitar）。希米亚里的记载于1931年被发现，其完整版于1975年在贝鲁特第一次发行，其中与马耳他相关的段落一直不为人知，直到1990年这些段落被翻译成英文。这是关于这次围攻最详尽的资料来源。
对于这次围攻的描述并未说明帮助穆斯林击退拜占庭人的奴隶是什么民族，资料显示他们不是穆斯林，也很可能不是阿拉伯人，尽管他们被认为是阿拉伯语使用者。这些奴隶极有可能是西西里人、斯拉夫基督徒或皈依伊斯兰教的基督徒，他们很可能被870年梅里特之围中的大屠杀幸存者所吸收并同化。
在1091年的诺曼人入侵中，麦地那最终被其将领鲁杰罗一世（Roger I）攻占。